# 青山有
青山 有（あおやま ゆう）は、日本のライトノベル作家。

## 概要
第3回なろうコン（現: ネット小説大賞）で『救わなきゃダメですか?異世界』が金賞を獲得し、第5回ネット小説大賞で『国境線の魔術師 休暇願を出したら、激務の職場へ飛ばされた』が入賞した。
本人はサイエンスフィクションとミステリーが好きだが、ファンタジー系と歴史小説の執筆を主に手掛けている。
『転生! 竹中半兵衛 マイナー武将に転生した仲間たちと戦国乱世を生き抜く』がカズミヤアキラの作画によってコミカライズされた。

## 書籍化作品
- 『救わなきゃダメですか?異世界』（イラスト: ニリツ、ぽにきゃんBOOKS〈ポニーキャニオン〉）[5]
- 『転生! 竹中半兵衛 マイナー武将に転生した仲間たちと戦国乱世を生き抜く』（イラスト: 長浜めぐみ、Mノベルス〈双葉社〉）[6]
- 『竹中半兵衛の生存戦略 戦国の世を操る「茶室」の中の英雄たち』（イラスト: 四季童子、レッドライジングブックス〈泰文堂〉）[7]
- 『国境線の魔術師 休暇願を出したら、激務の職場へ飛ばされた』（イラスト: 鍋島テツヒロ、宝島社）[8]
- 『おっさんと女子高生、異世界を行く』（イラスト: マニャ子、ヒーロー文庫〈主婦の友インフォス〉）[9]
- 『無敵商人の異世界成り上がり物語 〜現代の製品を自在に取り寄せるスキルがあるので異世界では楽勝です〜』（イラスト：ぷきゅのすけ、角川スニーカー文庫（KADOKAWA））[10]
- 『俺だけ使えるチートスキル【錬金工房】で最強の錬金術師になっていた〜ハズレスキルと思っていましたが、【鑑定】【異空間収納】【スキル付与&剥奪】で敵なしです〜』（イラスト：片倉響、グラストNOVELS（スターツ出版））[11]
- 『実家を乗っ取られて放逐されたけど、ハズレスキル「錬金工房」の真の力に目覚めたので全てを取り返そうと思う』（イラスト：ユウヒ、サーガフォレスト（一二三書房））[12]